# Marks (Mississippi)
Marks é uma cidade localizada no estado americano de Mississippi, no Condado de Quitman.

## Demografia
Segundo o censo americano de 2000, a sua população era de 1551 habitantes.
Em 2006, foi estimada uma população de 1843, um aumento de 292 (18.8%).

## Geografia
De acordo com o United States Census Bureau tem uma área de
2,7 km², dos quais 2,7 km² cobertos por terra e 0,0 km² cobertos por água. Marks localiza-se a aproximadamente 50 m acima do nível do mar.

## Localidades na vizinhança
O diagrama seguinte representa as localidades num raio de 20 km ao redor de Marks.